# Michael Muhney
Michael Muhney est un acteur américain né le 12 juin 1975 à Chicago, dans l'Illinois (États-Unis).

## Biographie
Michael Muhney est né à Chicago. À partir de l'âge de huit ans, il grandit à Euless au Texas. À l'âge de 16 ans, il remporte un concours d'État pour sa performance dans une pièce qu'il joue à la Trinity High School (Euless, Texas). Il retourne à Chicago finir ses études où il obtient un baccalauréat universitaire à l'École de théâtre de l'université DePaul en 1997. Il est membre de Mensa. Il parle également deux autres langues, l'allemand et la Langue des signes américaine (ASL).
Michael Muhney et sa femme Jaime ont trois enfants: une fille, Ella (née le 18 décembre 2007), et deux fils, Dylan (né le 2 avril 2002) et Truman (né le 4 novembre 2012).
Le 16 décembre 2013, Michael Muhney annonce via Twitter qu'il est viré des Feux de l'Amour. Dans le Huffington Post, il accorde une longue interview où il explique son renvoi. L'acteur doit encore tourner trois épisodes puis devra quitter le feuilleton. On sait déjà qu'un recast est prévu pour le rôle d'Adam Newman. Sa dernière apparition dans Les Feux de l'Amour a eu lieu le 30 janvier 2014 sur la chaine américaine CBS. Quelques mois plus tard, on apprend que l'acteur Justin Hartley reprendra son rôle.
En 2014, des polémiques sur l'acteur apparaissent comme la rumeur avec Hunter King ou sa rivalité avec Eric Braeden. Michael Muhney est accusé d'attouchements sexuels envers Hunter King. Eric Braeden le dénonce également. Michael Muhney nie toutes ces accusations. Le 8 octobre 2014, Muhney révèle que ces histoires sont fausses et qu'il n'a jamais rien fait à Hunter King. Il révèle également qu'il ne reprendra pas le rôle d'Adam Newman et qu'il ne reviendra pas dans Les Feux de l'amour. Son rôle est repris par Justin Hartley. Il réussit à décrocher un rôle dans le film De retour vers Noël à la fin de 2014. À la suite de son évincement des Feux de l'Amour, Muhney joue moins de films ou séries. Il joue en 2015 dans les téléfilms The Track (traduit littéralement La piste en français) et en 2016 dans le téléfilm Search Engines. En septembre 2017, Michael Muhney décroche un rôle dans la nouvelle série américaine, Good Doctor. C'est la première série qu'il joue depuis les Feux de l'Amour après 3 ans et demi d'absence dans une série.
En février 2017, Éric Braeden publie son livre I'll be dawned ou il parle en petite partie de Michael Muhney sans même évoquer son nom.
Bien que le scandale autour de lui mêlant Hunter King et Eric Braeden ait mis un terme a son rôle d'Adam Newman dans les Feux de l'Amour et a une grande carrière continue, Michael Muhney a continué cependant a tourner dans quelques séries, notamment dans un épisode de Good Doctor en 2017 et dans la série Truth Be Told en 2021 pour un rôle récurrent, le temps de 4 épisodes.
Au cours des années 2020, Michael Muhney abandonne son métier d'acteur et se reconvertit en tant que professeur de théâtre.

## Filmographie

### Cinéma
- 2000 : Love 101 : Andrew
- 2001 : Nicolas
- 2006 : Lovers, Liars and Lunatics : Louis
- 2007 : One Night : Jack
- 2008 : Act Your Age : Lake Emerson
- 2008 : No Man's Land - Reeker II (No Man's Land: The Rise of Reeker) : Deputy Harris McAllister
- 2008 : Columbus Day de Charles Burmeister  : Detective Daniels
- 2009 : Disconnect : Dylan
- 2009 : The Portal : Daniel Savanah

### Télévision
- 1998 : Real Life (série télévisée) : Jason
- 1998 : De mères en filles (A Will of Their Own) (téléfilm) : William Steward
- 1999 : Turks : Paul Turk
- 2000 : Cauchemar virtuel (Virtual Nightmare) (téléfilm) : Dale Hunter
- 2001 : Untitled Steve Koren Project (téléfilm) : Brad
- 2001 : Everything But the Girl (téléfilm) : Brad
- 2001 : Les Associées (The Huntress) : Det. Mark Farrell
- 2002 : Urgences (ER) (série télévisée) : Colin Prentice
- 2002 : Boomtown (série télévisée) : Chris Griggs
- 2003 : JAG (série télévisée) : Major Jack McBurney
- 2003 : Charmed (série télévisée) : Seth
- 2003 : FBI : Portés disparus (Without a Trace) (série télévisée) : Billy Melina
- 2004 - 2007 : Veronica Mars (série télévisée) : Shériff> Don Lamb
- 2006 : Numb3rs (série télévisée) : Lieutenant Joseph Karnes
- 2008 : Les Experts : Miami (CSI: Miami) (série télévisée) : Rob Mason
- 2008 : Family Practice : Kent Kinglare
- 2009 - 2014 : Les Feux de l'amour (The Young and the Restless) (série télévisée) : Adam Newman
- 2014 : De retour vers Noël (Correcting Christmas) (téléfilm) : Cameron
- 2015 : La piste (The Track) (téléfilm) : Tony
- 2016 : Search Engines  (téléfilm) : Rick
- 2017 : Good Doctor (série télévisée) : M. Gallico
- 2021 : Truth Be Told : Le Poison de la vérité (Truth Be Told) (série télévisée) : Martin Haywood

## Sources
- (en) Cet article est partiellement ou en totalité issu de l’article de Wikipédia en anglais intitulé « Michael Muhney » (voir la liste des auteurs).